# Nicolò Savona
Nicolò Savona (Aosta, 19 marzo 2003) è un calciatore italiano, difensore o centrocampista della Juventus.

## Biografia
È originario di Gressan, piccolo comune della Valle d'Aosta.

## Carriera

### Gli inizi
Muove i suoi primi passi nel mondo del calcio nell'Aygreville, squadra dilettantistica della sua cittadina.

### Juventus
All'età di 8 anni si aggrega alle giovanili della Juventus. Nell'estate del 2020 viene ceduto in prestito annuale alla SPAL, dove colleziona 16 presenze con la squadra Primavera. Tornato alla base, il 16 dicembre 2021 firma il suo primo contratto da professionista, che lo lega con il club bianconero fino al 2024. Debutta nel calcio professionistico il 30 novembre 2022 con la maglia della Juventus Next Gen, subentrando nei minuti di recupero della sfida di Serie C persa per 2-1 contro la Feralpisalò. Cinque giorni dopo, il 4 dicembre, fa il suo esordio da titolare nella vittoria casalinga per 1-0 contro il Sangiuliano City. Il 18 gennaio 2023 scende per la prima volta in campo anche in Coppa Italia Serie C nella semifinale d'andata, persa per 2-1, contro il Foggia. Chiude la sua prima stagione da professionista con 20 presenze.
Il 21 luglio 2023 rinnova il contratto con la Juventus, prolungandolo fino al 2026. Nella stagione successiva diventa un titolare fisso, totalizzando 33 presenze in campionato e fornendo alcuni assist. Il 7 maggio 2024 realizza la sua prima rete da professionista nel primo turno di play-off di Serie C, vinto 2-0 contro l'Arezzo. Si ripete il 21 maggio seguente, realizzando la rete del momentaneo vantaggio nella gara dei quarti d'andata pareggiata per 1-1 contro la Carrarese. Conclude la sua seconda stagione con la Next Gen con 41 presenze totali e 2 reti realizzate.
L'8 agosto 2024 rinnova nuovamente il suo contratto fino al 30 giugno 2029, venendo contemporaneamente promosso in pianta stabile in prima squadra. Il 19 agosto successivo esordisce con la Juventus, giocando il secondo tempo della prima giornata di Serie A vinta per 3-0 contro il Como. Il 26 agosto, nella giornata successiva, fa il suo debutto tra i titolari in casa del Verona, realizzando anche il suo primo gol con i bianconeri, nella vittoria per 3-0. Il 2 ottobre seguente debutta in Champions League da titolare nella seconda gara della fase campionato, vinta in trasferta per 3-2 contro il RB Lipsia.

### Nazionale
Viene convocato nel giugno del 2022 con l'Italia under 20, debuttando il 7 giugno successivo nella sconfitta per 1-0 contro la Polonia.
Il 30 agosto 2024 viene convocato per la prima volta nell'under 21 allenata dal commissario tecnico Carmine Nunziata. Debutta il 5 settembre successivo, giocando tutta la partita vinta per 7-0 contro San Marino, valida per le qualificazioni all'europeo 2025. Scende in campo anche il 10 settembre, subentrando nei minuti finali della vittoria per 3-0 contro la Norvegia.
Nel novembre dello stesso anno, riceve la sua prima convocazione in nazionale, venendo incluso dal selezionatore Luciano Spalletti nella rosa per gli incontri di UEFA Nations League contro Belgio e Francia.

## Statistiche

### Presenze e reti nei club
Statistiche aggiornate al 26 giugno 2025.
| Stagione                 | Squadra                  | Campionato               | Campionato | Campionato | Coppe nazionali | Coppe nazionali | Coppe nazionali | Coppe continentali | Coppe continentali | Coppe continentali | Altre coppe | Altre coppe | Altre coppe | Totale | Totale |
| Stagione                 | Squadra                  | Comp                     | Pres       | Reti       | Comp            | Pres            | Reti            | Comp               | Pres               | Reti               | Comp        | Pres        | Reti        | Pres   | Reti   |
| ------------------------ | ------------------------ | ------------------------ | ---------- | ---------- | --------------- | --------------- | --------------- | ------------------ | ------------------ | ------------------ | ----------- | ----------- | ----------- | ------ | ------ |
| 2022-2023                | Juventus Next Gen        | C                        | 17         | 0          | CI-C            | 3               | 0               | -                  | -                  | -                  | -           | -           | -           | 20     | 0      |
| 2023-2024                | Juventus Next Gen        | C                        | 33+6       | 0+2        | CI-C            | 2               | 0               | -                  | -                  | -                  | -           | -           | -           | 41     | 2      |
| Totale Juventus Next Gen | Totale Juventus Next Gen | Totale Juventus Next Gen | 50+6       | 0+2        |                 | 5               | 0               |                    | -                  | -                  |             | -           | -           | 61     | 2      |
| 2024-2025                | Juventus                 | A                        | 28         | 2          | CI              | 1               | 0               | UCL                | 7                  | 0                  | SI+Cmc      | 1+3         | 0           | 40     | 2      |
| Totale carriera          | Totale carriera          | Totale carriera          | 84         | 4          |                 | 6               | 0               |                    | 7                  | 0                  |             | 4           | 0           | 101    | 4      |

### Cronologia presenze e reti in nazionale
| Cronologia completa delle presenze e delle reti in nazionale ― Italia under 21 | Cronologia completa delle presenze e delle reti in nazionale ― Italia under 21 | Cronologia completa delle presenze e delle reti in nazionale ― Italia under 21 | Cronologia completa delle presenze e delle reti in nazionale ― Italia under 21 | Cronologia completa delle presenze e delle reti in nazionale ― Italia under 21 | Cronologia completa delle presenze e delle reti in nazionale ― Italia under 21 | Cronologia completa delle presenze e delle reti in nazionale ― Italia under 21 | Cronologia completa delle presenze e delle reti in nazionale ― Italia under 21 |
| Data                                                                           | Città                                                                          | In casa                                                                        | Risultato                                                                      | Ospiti                                                                         | Competizione                                                                   | Reti                                                                           | Note                                                                           |
| ------------------------------------------------------------------------------ | ------------------------------------------------------------------------------ | ------------------------------------------------------------------------------ | ------------------------------------------------------------------------------ | ------------------------------------------------------------------------------ | ------------------------------------------------------------------------------ | ------------------------------------------------------------------------------ | ------------------------------------------------------------------------------ |
| 5-9-2024                                                                       | Latina                                                                         | Italia under 21                                                                | 7 – 0                                                                          | San Marino under 21                                                            | Qual. Europeo Under-21 2025                                                    | -                                                                              |                                                                                |
| 10-9-2024                                                                      | Stavanger                                                                      | Norvegia under 21                                                              | 0 – 3                                                                          | Italia under 21                                                                | Qual. Europeo Under-21 2025                                                    | -                                                                              | 87’                                                                            |
| 15-10-2024                                                                     | Trieste                                                                        | Italia under 21                                                                | 1 – 1                                                                          | Irlanda under 21                                                               | Qual. Europeo Under-21 2025                                                    | -                                                                              |                                                                                |
| Totale                                                                         |                                                                                | Presenze                                                                       | 3                                                                              |                                                                                | Reti                                                                           | 0                                                                              |                                                                                |